# 球面収差

上図は理想的なレンズ。実際には球面収差により下図のように光が1点に収束しない。

球面収差 (きゅうめんしゅうさ、英: spherical aberration) は、球面を含む光学系において、点光源からの光線が焦点に収束せずばらつく収差をいう。
コマ収差、非点収差、像面湾曲、歪曲収差と並んでザイデル収差の一つである。
一般的に、工作機械により球面を作成することは比較的容易であるため、光学素子に球面が採用されることは多い。しかし、そのような光学系では、球面収差の影響を受け画面全体が不鮮明になる。視界の中心にも影響を与えるため、望遠鏡の分解能を阻害する最大の要因である。
写真に使う軟焦点レンズでは意図的にこれを残し印象的な像を得るのに利用している。

## 解決手段
光路長一定の原則を満たすと球面収差は完全に除去される。
また、絞ると減少するが、球面収差の影響により、焦点の移動が起こる。収差の影響を小さくするよう工夫されている非球面レンズ等の写真レンズであっても、球面収差の補正は完全ではないことから、十分に絞った状態での焦点距離と、開放での最良像となる距離は異なったものとなり、絞り込むにつれ最良像のできる面は移動する（一般に、「縦収差図」等と呼ばれる図で把握できる）。レンジファインダーカメラでは、どちらの距離を基準とするかはレンズ（ないしカメラ）の想定される利用状況を考慮して、設計として選択の必要があった。また、開放における最良像を求めて収差を補正するか、1段ないし2段程度絞った時の最良像を求めて収差を補正するか、という選択もあり、後者のような収差補正を「過剰補正の傾向」等という。過剰補正の傾向にあるレンズでは、開放時にはソフトフォーカス的な像となる傾向があらわれる。

### 屈折光学系
非球面レンズの使用で完全に除去できるが、色によって屈折率が違うので、すべての色について球面収差を除去することは不可能である。普通は球面をいくつか組み合わせて実用上差し支えない範囲に減少させて使用する。

### 反射光学系
無限遠にある点光源から来る平行光線の場合放物面鏡で、焦点にある点光源から来る光線の場合楕円球面鏡で、球面収差は完全に除去される。

### 完全に球面収差のないレンズを解析的に設計する方法

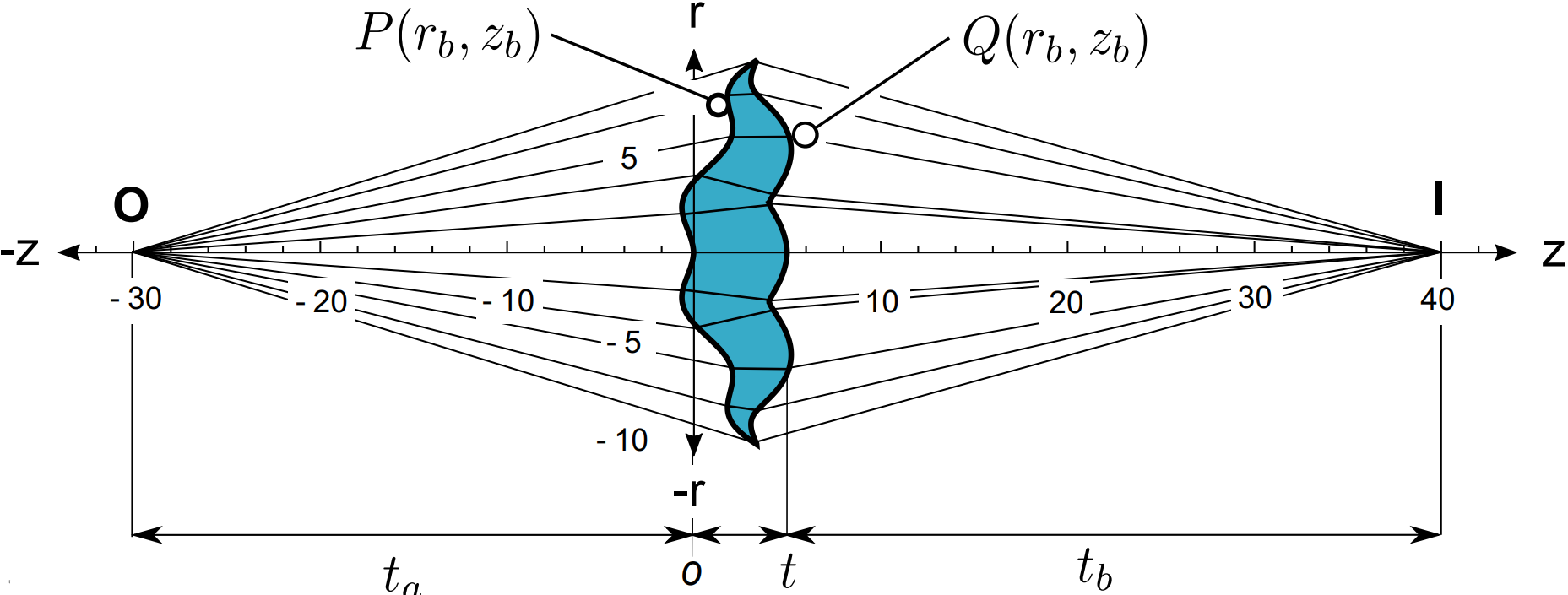
解析的に導出された球面収差が解消されたレンズ

2018年に、メキシコのメキシコ国立自治大学の博士課程に在籍する大学院生ラファエル・ゴンザレスが「完全に球面収差を解消したレンズを解析的に設計する方法」を発見した。